# Chefferie de Foto-Dschang
Le Palais des Rois Foto-Dschang est un édifice historique de la ville de Dschang, capitale de la Menoua. Il est le siège du Royaume Foto-Dschang, où réside le chef-supérieur des peuples Foto-Dschang.
Le Palais royal, où le roi des Foto réside, a été construit au XVIIe siècle. Le Musée du Palais raconte l'histoire de la dynastie des rois Foto.

## Histoire
Située 1 400 mètres d’altitude, sur le versant sud-est des monts Bamboutos, la chefferie Foto fut créée au XVIIe siècle par le chef Temekouo ou Temgoua, venu de la plaine des Mbo. Le nom Foto vient de fô’ oh toh qui signifie « le chef qui interdit ».
Le nouveau chef supérieur de la chefferie, Guy Bertrand Momo Soffack Ier , accède au trône le 12 juin 2010. Il succède à son père, sa Majesté Jean Claude Momo Ier, décédé le 29 avril 2010 à 74 ans après 46 ans de règne. Il laisse 18 épouses et 140 enfants. Il était le 7e chef de la dynastie Foto fondée en 1823.

## Architecture
Il est bâti selon le style architectural traditionnel des chefferies Bamiléké associé à un bâtiment central moderne en briques rouges.
Face au palais de construction coloniale et disposées en arc de cercle, les cases traditionnelles ont les murs couverts de bambous et les toits de paille.
Dans plusieurs petites cases sont exposés les bustes et statues des principaux rois bâtisseurs du royaume: Fô'o Nelo (1892-1915), Fô'o Tenekeu (1915-1932) ou encore Fô'o Soffack (1932-1964).

### Le porche d'entrée
Un porche sculpté ouvre le chemin vers les domaines royaux, cases, palais et forêts sacrées.

### Le bâtiment royal
Dans le bâtiment royal de la chefferie, le roi rencontre encore les notables, garants de la tradition, et reçoit les requêtes des habitants de la ville.

## Culture et traditions

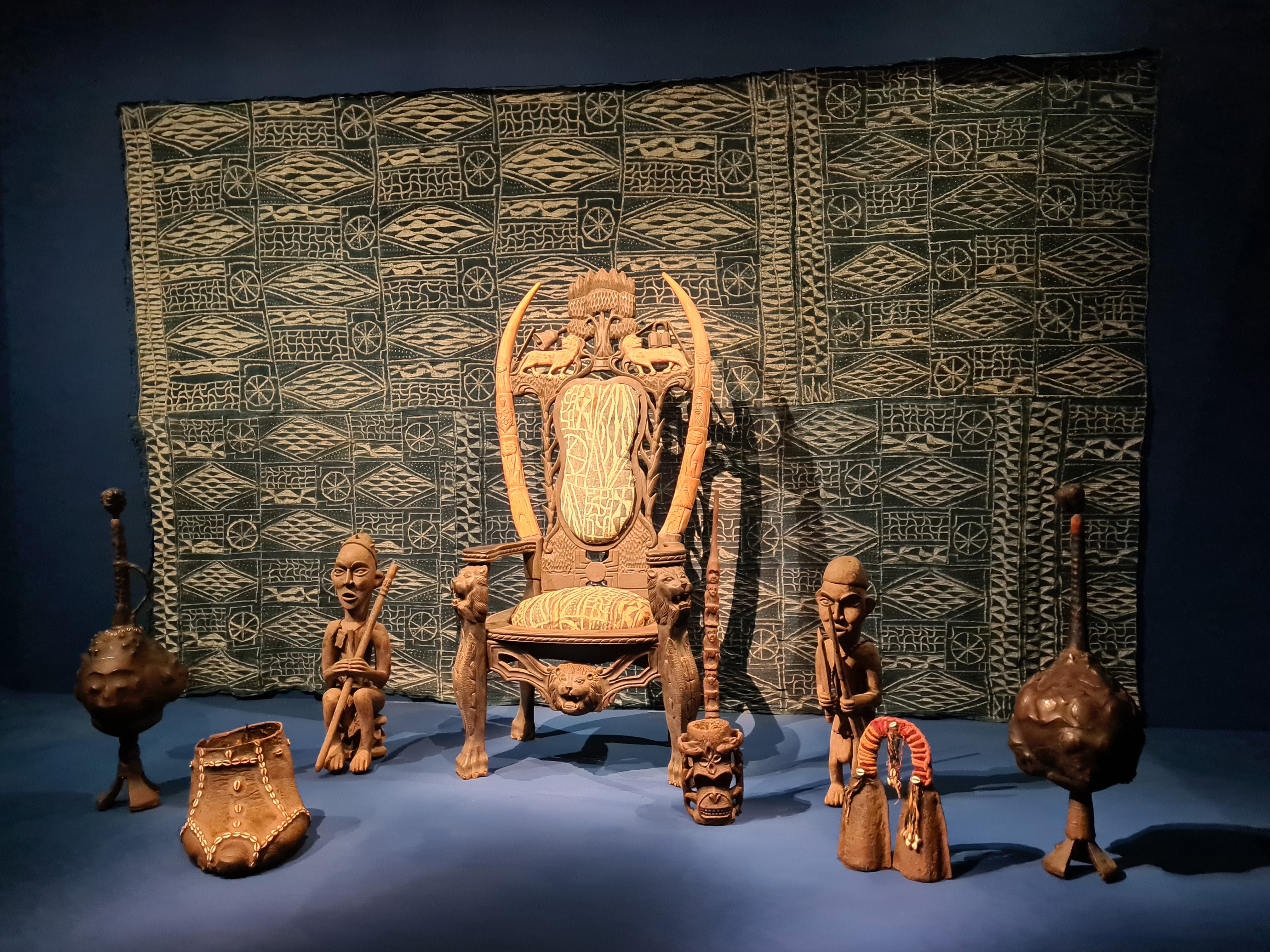
Trône de Foto et ses attributs.
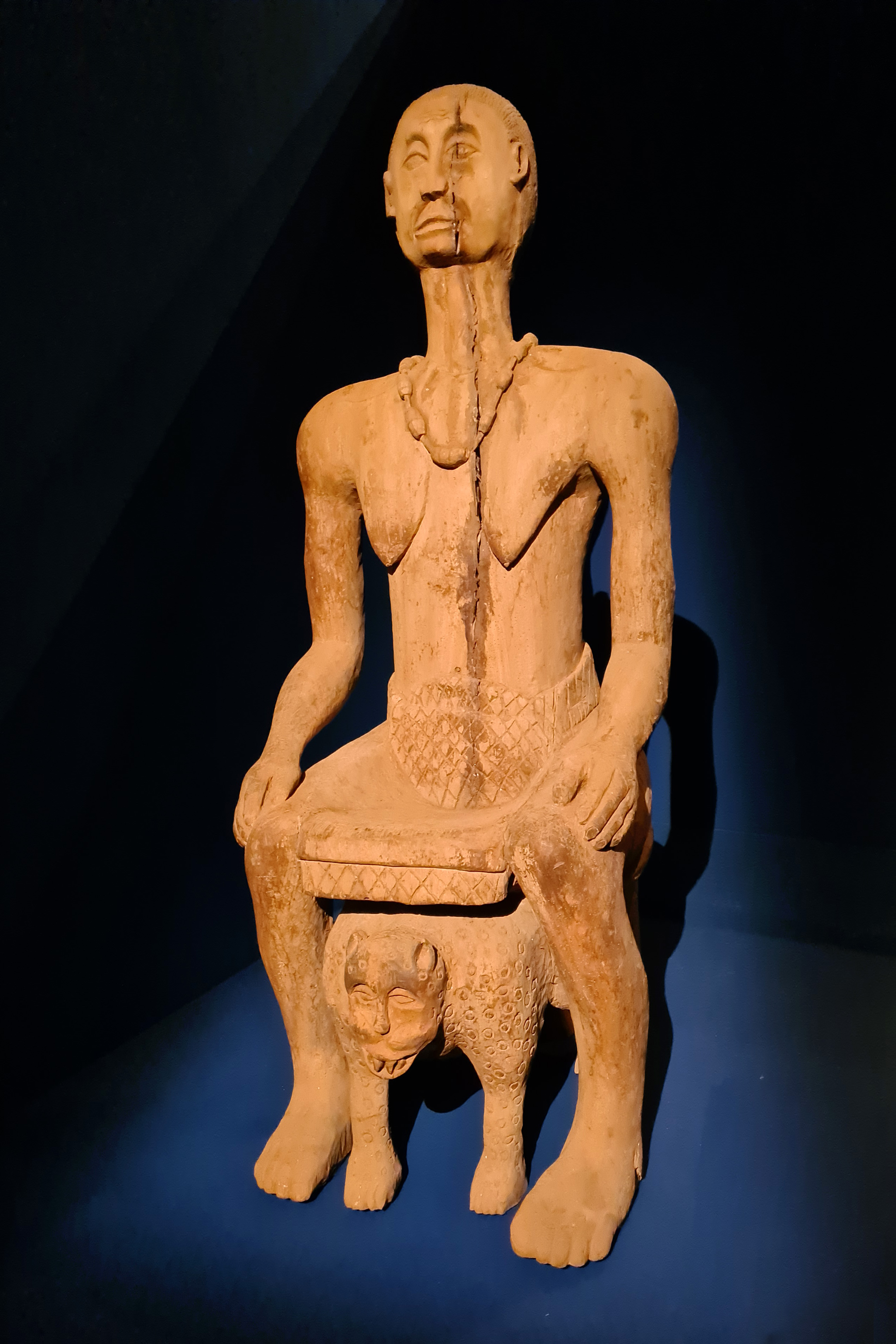
Trône de reine-mère.
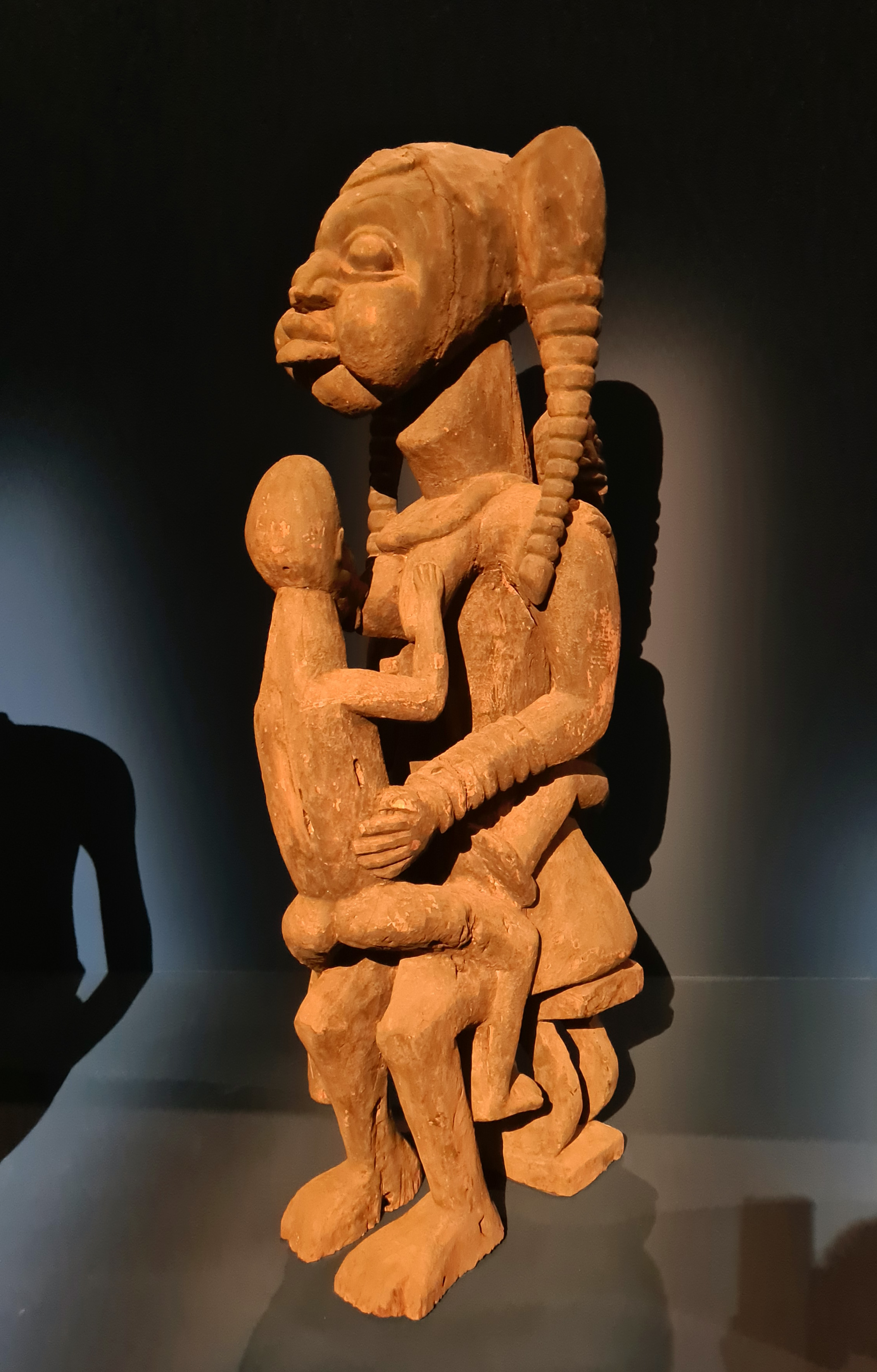
Maternité.
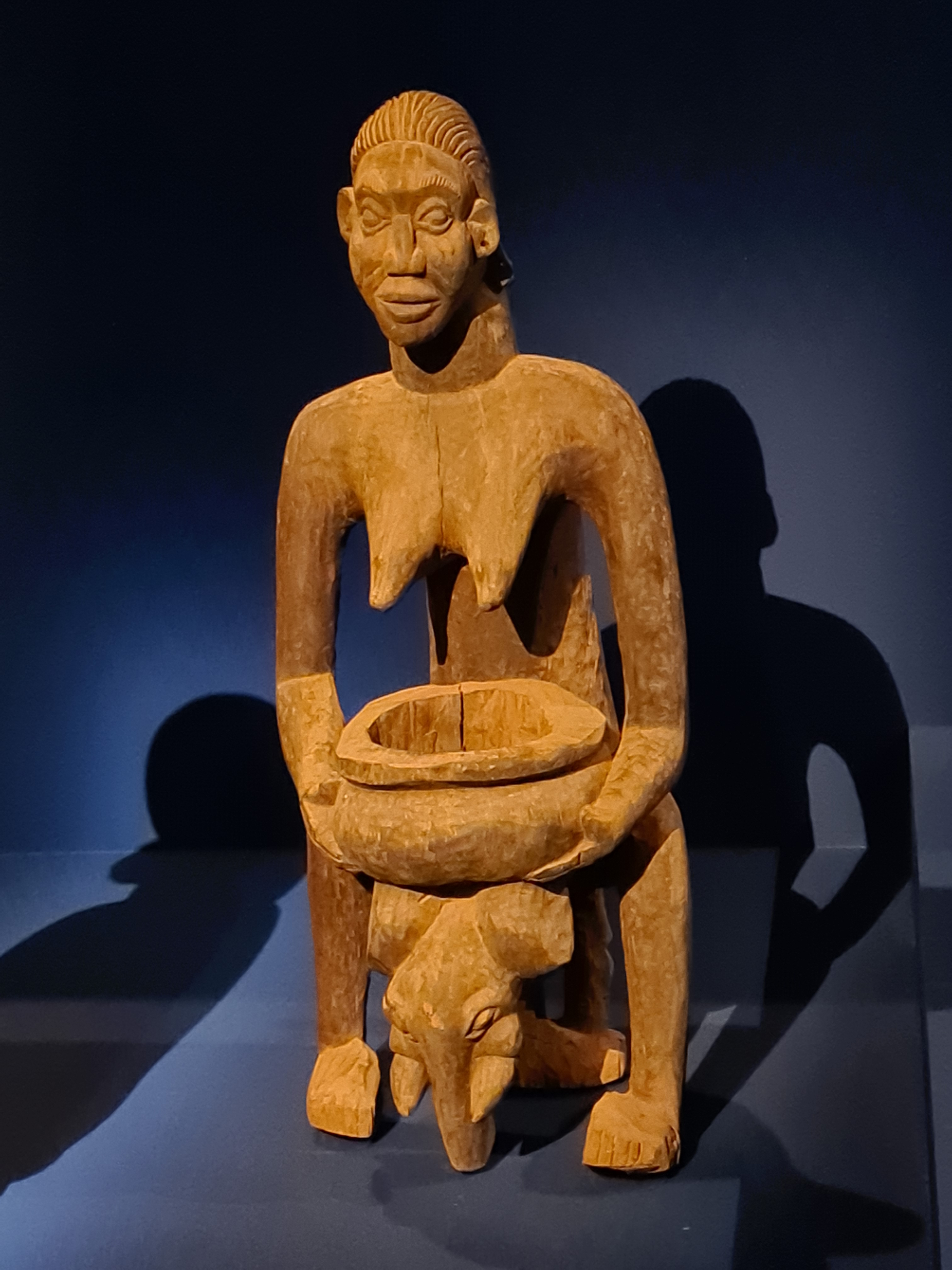
Porteuse de calebasse.
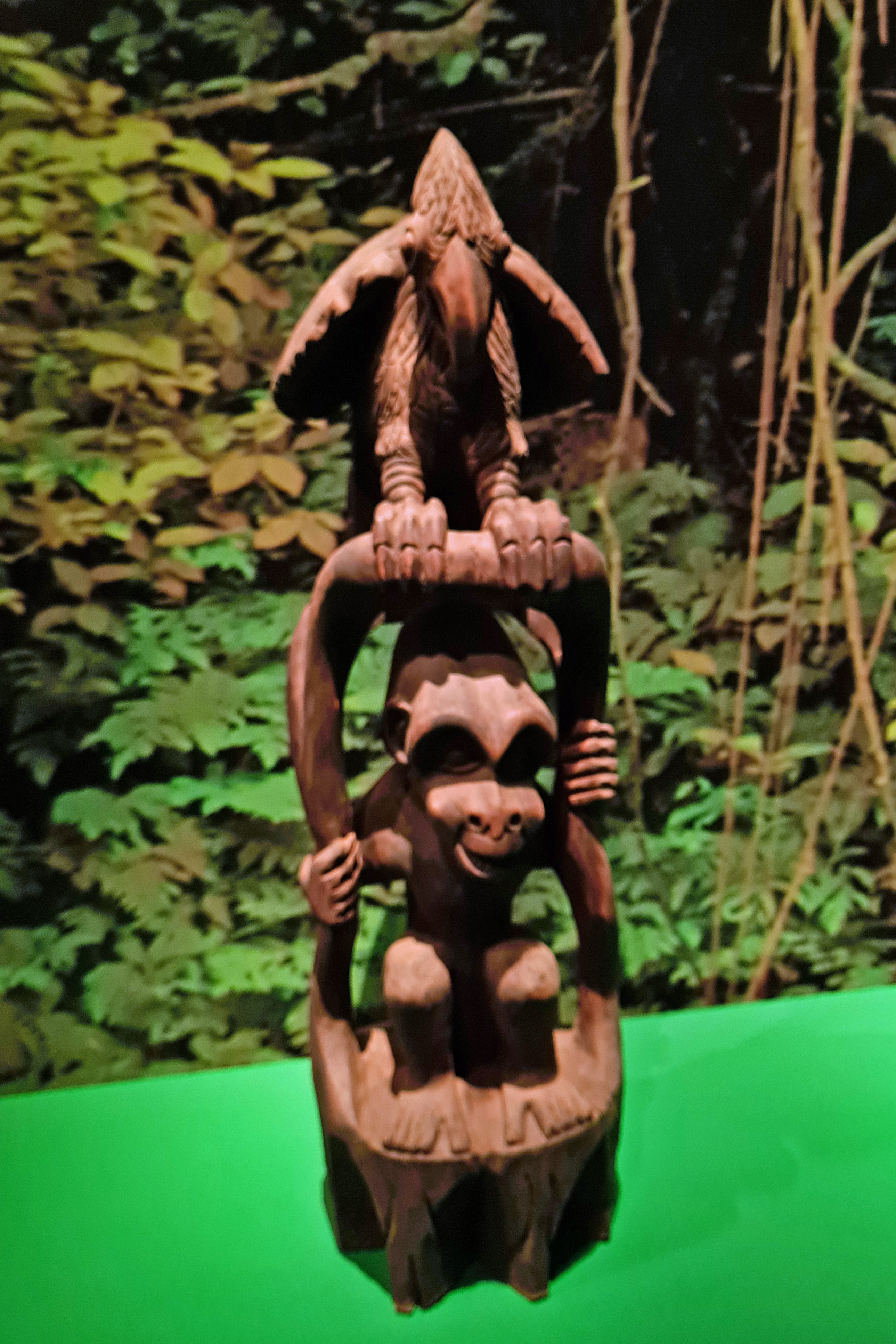
Masque cimier mi-singe mi-oiseau.

## Tourisme
L'accès à la chefferie se fait en traversant l’entrée surmontée de neuf toits coniques symbolisant le conseil des neuf notables ou M’Kamvu.
Depuis Dschang, prendre la direction de Bafoussam. À partir du rond-point du commissariat central, il faut compter 1 600 m pour arriver à la porte de la chefferie qui se trouve sur la gauche de la route. Prendre ensuite la piste sur 900 m pour arriver devant l’entrée monumentale de la chefferie.
L’office du tourisme de Dschang ou des sites Internet (route des chefferies) fournissent des informations.
La chefferie propose des cases de passage.